# Andreas Beck (tenista)
Andreas Beck (Weingarten, 5 de febrero de 1986) es un jugador profesional de tenis alemán. 

## Carrera profesional
Su mejor clasificación individual es el n.º 33 alcanzado el 2 de noviembre de 2009, mientras que en dobles logró la posición 116 el 30 de enero de 2012.
No ha obtenido títulos de la ATP World Tour, sin embargo ha logrado hasta el momento 8 títulos en la categoría ATP Challenger Series, siendo cinco de ellos en la modalidad de individuales y los otros tres en dobles.

### 2008
En junio, Beck se clasificó para el Campeonato de Wimbledon 2008, superando a Paolo Lorenzi, Brendan Evans y Jaroslav Pospíšil en la fase clasificatoria. En su partido de primera ronda cayó derrotado ante el número 2 del mundo Rafael Nadal en la pista principal en sets corridos. 

### 2009
En el Masters de Montecarlo 2009, Beck entró como clasificado y alcanzó los cuartos de final, derrotando al sexto cabeza de serie, el francés Gilles Simon y a Juan Mónaco en el camino. Fue derrotado por Stanislas Wawrinka en dos sets, el suizo después de haber derrotado a su compatriota y n.º 2 del mundo Roger Federer en la ronda anterior. Como resultado de su actuación en este torneo, el ranking de Beck subió 29 lugares en el ranking de la ATP hasta el número 60, mientras que llegó a su récord personal de n.º 33 del mundo a finales de año.

### Copa Davis
Desde el año 2009 es participante del Equipo de Copa Davis de Alemania. Tiene en esta competición un récord total de partidos ganados/perdidos de 2/2 (1/2 en individuales y 1/0 en dobles).

## Títulos; 8 (5 + 3)
| Leyenda                        | Individuales | Dobles |
| ------------------------------ | ------------ | ------ |
| Grand Slam (tenis)\|Grand Slam | 0            | 0      |
| ATP World Tour Finals          | 0            | 0      |
| ATP World Tour Masters 1000    | 0            | 0      |
| ATP World Tour 500 Series      | 0            | 0      |
| ATP World Tour 250 Series      | 0            | 0      |
| ATP Challenger Series          | 5            | 3      |

### Individuales

#### Títulos
| N.º | Fecha      | Torneo                     | Superficie | Oponentes en la final | Resultado       |
| --- | ---------- | -------------------------- | ---------- | --------------------- | --------------- |
| 1.  | 19.03.2006 | Challenger de Sarajevo (1) | Dura (i)   | Andreas Vinciguerra   | 2:6, 7:61, 7:66 |
| 2.  | 23.03.2008 | Challenger de Sarajevo (2) | Dura (i)   | Alexander Peya        | 6:3, 7:68       |
| 3.  | 11.05.2008 | Challenger de Dresden      | Tierra     | Woong-Sun Jun         | 2:6, 6:3, 7:5   |
| 4.  | 29.03.2009 | Challenger de Khorat       | Dura       | Filip Prpic           | 7:5, 6:3        |
| 5.  | 06.04.2014 | Saint-Brieuc               | Dura (i)   | Grégoire Burquier     | 7:5, 6:3        |

#### Finalista ATP
| N.º | Fecha      | Torneo           | Superficie | Oponentes en la final | Resultado |
| --- | ---------- | ---------------- | ---------- | --------------------- | --------- |
| 1.  | 02.08.2009 | Torneo de Gstaad | Tierra     | Thomaz Bellucci       | 4:6, 6:72 |

### Dobles

#### Títulos
| N.º | Fecha      | Torneo               | Superficie | Compañero       | Oponentes en la final                | Resultado        |
| --- | ---------- | -------------------- | ---------- | --------------- | ------------------------------------ | ---------------- |
| 1.  | 06.02.2011 | Challenger de Kazan  | Dura (i)   | Yves Allegro    | Mijaíl Yelguin Aleksandr Kudriávtsev | 6:4, 6:4         |
| 2.  | 13.04.2013 | Challenger de Mersin | Tierra     | Dominik Meffert | Radu Albot Oleksandr Nedovyesov      | 5:7, 6:3, [10:8] |
| 3.  | 20.04.2013 | Challenger de Roma   | Tierra     | Martin Fischer  | Martin Emmrich Rameez Junaid         | 7:62, 6:0        |

#### Finalista ATP
| N.º | Fecha      | Torneo           | Superficie | Compañero         | Oponentes en la final                 | Resultado |
| --- | ---------- | ---------------- | ---------- | ----------------- | ------------------------------------- | --------- |
| 1.  | 14.06.2009 | Torneo de Halle  | Césped     | Marco Chiudinelli | Christopher Kas Philipp Kohlschreiber | 3:6, 4:6  |
| 2.  | 01.05.2011 | Torneo de Múnich | Tierra     | Christopher Kas   | Horacio Zeballos Simone Bolelli       | 6:73, 4:6 |